# منزل روبرت إم باشفورد
منزل روبرت إم باشفورد هو منزل على طراز فيلا إيطالية الذي تم بناؤه حوالي عام 1858 في ماديسون، ويسكونسن ، الولايات المتحدة حيث عاش حاكم ولاية ويسكونسن وعمدة ماديسون. وقد تمت إضافته إلى السجل الوطني للأماكن التاريخية في عام 1973.

## تاريخ
تم بناء منزل باشفورد حوالي عام 1858، ويُرجح أن يكون قد شيده رجل الأعمال المحلي نابليون بونابرت فان سليك، وربما صممه المهندس المعماري أوغست كوتزبوك. يتميز المنزل ببرج مكون من ثلاثة طوابق، وسقف منخفض، وألواح إفريز مزخرفة، ونوافذ ذات أقواس مستديرة في نهايات الجملون، مما يجعله نموذجًا مميزًا لأسلوب الفيلا الإيطالية.. عادةً ما يتضمن النمط أقواسًا أسفل الأفاريز ، لكن هذا التصميم يغفل هذا العنصر. الجدران مكسوة بالحجر الرملي المحلي. 
كان المصرفي هونج كونج لورانس أول من عاش في المنزل. وتبعه الحاكم إدوارد سالومون في ستينيات القرن التاسع عشر. عاش موريس إي وآنا فولر في المنزل من عام 1865 إلى عام 1889. كان موريس يدير وكالة لبيع الأدوات الزراعية واشترى الإمدادات لمعسكر راندال خلال الحرب الأهلية . تزوج روبرت ماكي باشفورد من سارة ابنة فولرز عام 1889 وعاش في المنزل حتى عام 1911. نشر باشفورد صحيفة "ماديسون الديمقراطية"، وعمل محاميًا للمدينة، وعمدة ماديسون، وعضوًا في مجلس الشيوخ، وقاضيًا في المحكمة العليا بالولاية. امتلك الدكتور كوريدون وبيسي دوايت المنزل من عام 1916 إلى عام 1928. شارك الدكتور دوايت في تطوير حديقة حيوان فيلاس بارك. في الثلاثينيات من القرن الماضي، تم تقسيم المنزل من الداخل إلى عدة غرف.

وفي عام 1972، تم تصنيف هذا المنزل كمعلم بارز من قبل لجنة معالم ماديسون.  المبنى الآن بمثابة شقة.
1. ↑  "Bashford House". Historical Marker Database.org. مؤرشف من الأصل في 2016-03-15. اطلع عليه بتاريخ 2012-02-03.